# Notolepis coatsi
Notolepis coatsi är en fiskart som beskrevs av Dollo, 1908. Notolepis coatsi ingår i släktet Notolepis och familjen laxtobisfiskar. Inga underarter finns listade i Catalogue of Life.